# Ложечка для икры

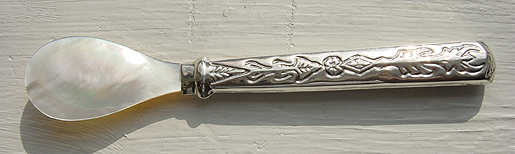
Перламутровая ложечка для икры с серебряной гравированной ручкой

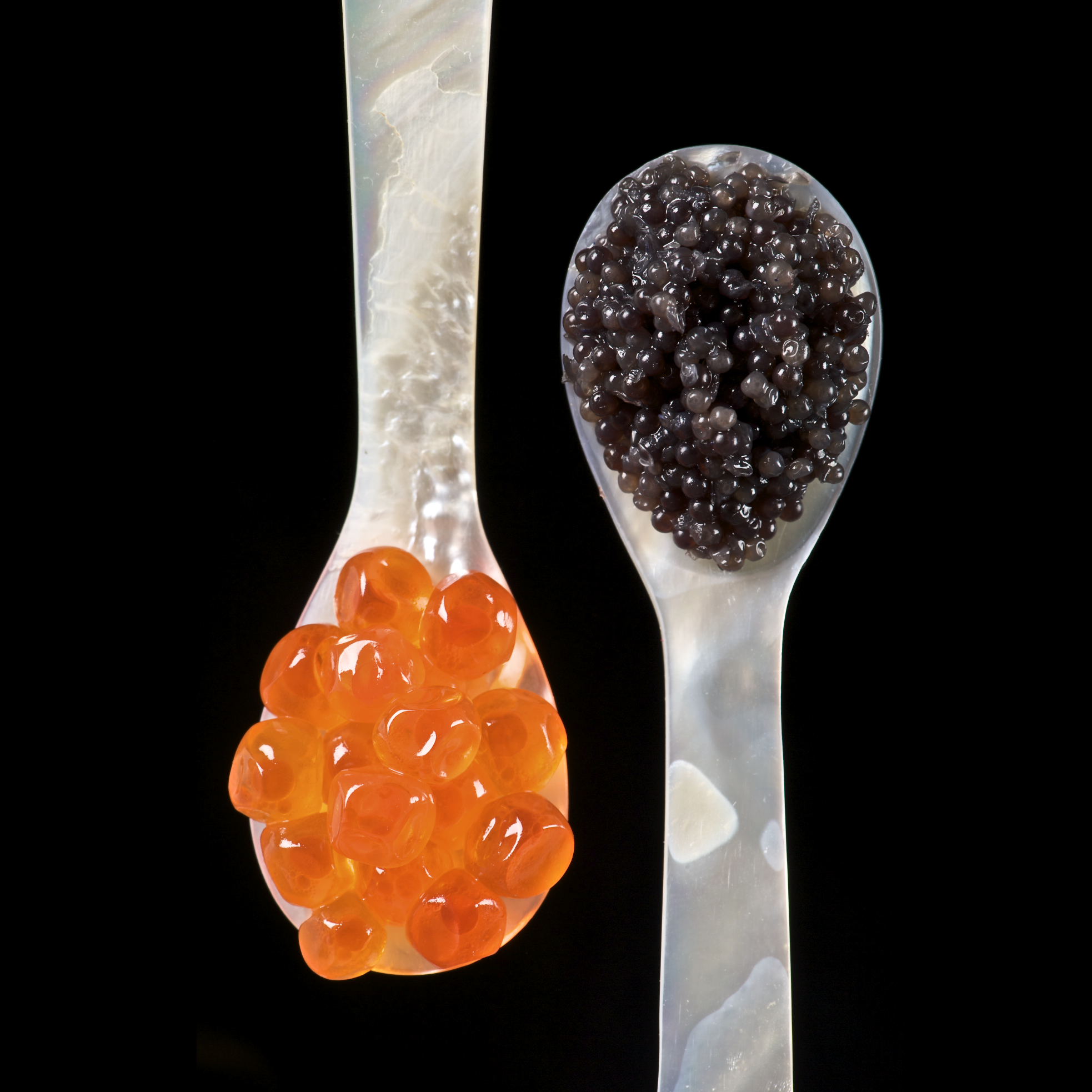
Ложечки с икрой разных сортов

Ложечка для икры традиционно изготовляется из инертных материалов, таких как перламутр, золото, рога животных, стекло, хрусталь и дерево.
Существует мнение, что икра не должна подаваться с металлической ложкой, потому что металл может придать нежелательный вкус. Некоторые эксперты питания указывают на то, что икра хранится и продается в металлических банках, и поэтому металл не влияет на вкус икры; другие указывают на то, что серебро является химически активным и может повлиять на вкус икры.